# Boxe aux Jeux de l'Empire britannique et du Commonwealth de 1958
Navigation
Édition précédente Édition suivante
Les compétitions de boxe anglaise des Jeux de l'Empire britannique et du Commonwealth de 1958 se sont déroulées du 18 au 26 juillet à Cardiff, Pays de Galles.

## Résultats

### Podiums
| Catégories                    | Or              | Argent               | Bronze                                    |
| Poids mouches (-51 kg)        | Jackie Brown    | Tommy Bache          | Peter Lavery Donald Braithwaite           |
| Poids coqs (-54 kg)           | Howard Winstone | Oliver Taylor        | Olfred Owen Richard Hanna                 |
| Poids plumes (-57 kg)         | Wally Taylor    | Malcolm Collins      | Gert Coetzee John McClory                 |
| Poids légers (-60 kg)         | Dick McTaggart  | James Jordan         | John Cooke Thomas Donovan                 |
| Poids super-légers (-63,5 kg) | Henry Loubscher | Robert Kane          | Joseph Jacobs Raymond Galante             |
| Poids welters (-67 kg)        | Joseph Greyling | Thomas Kawere        | Robert Dickson Scott Brian Nancurvis      |
| Poids super-welters (-71 kg)  | Grant Webster   | Stuart Pearson       | James Arthur Walters Bill Brown           |
| Poids moyens (-75 kg)         | Terry Milligan  | Philippus du Plessis | Robert Piau John Caiger                   |
| Poids mi-lourds (-81 kg)      | Tony Madigan    | Robert Higgins       | Gerhardus Jacobus De Bruyn William Bannon |
| Poids lourds (+81 kg)         | Daniel Bekker   | David Thomas         | Roger Pleace Gbadegesin Salawu            |

### Tableau des médailles
| Place | Pays              | Médaille d'or | Médaille d'argent | Médaille de bronze | Total |
| ----- | ----------------- | ------------- | ----------------- | ------------------ | ----- |
| 1     | Afrique du Sud    | 4             | 1                 | 2                  | 7     |
| 2     | Écosse            | 2             | 1                 | 3                  | 6     |
| 3     | Australie         | 2             | 1                 | 0                  | 3     |
| 4     | Pays de Galles    | 1             | 2                 | 3                  | 6     |
| 5     | Irlande du Nord   | 1             | 1                 | 3                  | 5     |
| 6     | Angleterre        | 0             | 3                 | 4                  | 7     |
| 7     | Ouganda           | 0             | 1                 | 0                  | 1     |
| 8     | Canada            | 0             | 0                 | 3                  | 3     |
| 9     | Nouvelle-Zélande  | 0             | 0                 | 1                  | 1     |
| 9     | Nigeria           | 0             | 0                 | 1                  | 1     |
| Total | 10 pays médaillés | 10            | 10                | 20                 | 40    |